# Rhyncomya minima
Rhyncomya minima är en tvåvingeart som beskrevs av Peris 1951. Rhyncomya minima ingår i släktet Rhyncomya och familjen Rhiniidae.
Artens utbredningsområde är Pakistan. Inga underarter finns listade i Catalogue of Life.